# میگوی خاکستری
میگوی خاکستری (نام علمی: Litopenaeus setiferus) نام یک گونه از میگو است که در کرانه‌های اقیانوس اطلس در آمریکای شمالی و خلیج مکزیک زندگی می‌کند. در ایالات متحده سابقاً صید زیادی از میگوی خاکستری صورت می‌گرفت.
میگوی خاکستری می‌تواند تا طول ۱۹۷ میلی‌متر رشد کند، ماده‌ها بزرگ‌تر از نرها هستند. شاخک میگوی‌های خاکستری ممکن است سه برابر بدنشان طول داشته باشد. بدن این میگوها سفید کبودمانند با کمی سایه‌روشن صورتی در پهلوها و لکه‌های سیاه است.